# Đại Sở
Đại Sở (tiếng Trung: 大楚) là một triều đại tồn tại trong năm 1127 do Trương Bang Xương thành lập nhưng ở ngôi không lâu, trải qua 1 đời vua, kéo dài chỉ 1 tháng.
Người Nữ Chân chinh phục Hoa Bắc từ Bắc Tống và đến tháng 1 năm 1127 thì chiếm được thủ đô Khai Phong của Bắc Tống trong sự kiện Tĩnh Khang, song họ không đủ nguồn lực để quản lý các lãnh thổ mới giành được. Thay vì trực tiếp sáp nhập, họ thành lập nên Đại Sở làm nước vùng đệm, và lập cựu tể tướng Trương Bang Xương của Bắc Tống làm hoàng đế của Đại Sở vào ngày Đinh Dậu (7) tháng 3 ÂL cùng năm (tức 20 tháng 4). Ông từ chối mặc y phục chính thức của hoàng đế ngoài những lúc phải gặp gỡ với các quan người Kim. Kiến Khang, tức Nam Kinh ngày nay, trở thành kinh đô của Đại Sở. Sự ủng hộ của Nguyên Hựu thái hậu, hoàng hậu đầu tiên của Tống Triết Tông, được tranh thủ nhằm củng cố tính hợp pháp của chính quyền bù nhìn.
Trong khi đó, một hoàng tử của Bắc Tống thoát được cuộc bao vây Khai Phong của người Kim, đến ngày 12 tháng 6 thì tức vị, trở thành Tống Cao Tông. Đại Sở kết thúc vào tháng 4 ÂL khi Trương Bang Xương chấp thuận Cao Tông là quân chủ mới của Nam Tống. Trương Bang Xương quy phục Tống Cao Tông, song bị ban chết vào ngày Nhâm Tý (25) tháng 9 (1 tháng 11). Tống Cao Tông ra lệnh này dưới sức ép của thành viên phái chủ chiến là Lý Cương.
Việc trừ khử Trương Bang Xương và Đại Sở vi phạm hiệp nghị mà Kim và Nam Tống đã dàn xếp. Kim sau đó tái khởi chiến tranh với Tống.